# جنجال پیرامون استاندارد اسکانیا در ایران
جنجال پیرامون استاندارد اسکانیا در ایران ، پس از حوادث متعدد اتوبوس اسکانیا در جاده‌های ایران و خصوصاً حادثه تصادف و آتش گرفتن این خودرو در اتوبان تهران - قم در سال ۱۳۹۲ که منجر به مرگ ۴۴ تن شد افزایش یافت و توجه افکار عمومی را نسبت به وضعیت ایمنی این خودرو جلب کرد. پلیس ایران در نهایت این خودرو را دارای نقص فنی دانسته و شماره‌گذاری یک مدل آن را (تیپ ۴۲۱۲) از اول بهمن ۱۳۹۲ متوقف کرد. یک ماه بعد، گزارش موسسهٔ استاندارد در رسانه‌های ایران منتشر شد، که حاکی از تأیید نکردن ۱۹ مورد استاندارد توسط این خودرو بود. انجمن خودرو سازان در پاسخی نوشت که این استانداردها برای این خودرو الزامی نبوده است.
شرکت عقاب‌افشان نماینده و مونتاژ کننده‌ی ۷ مدل‌ اتوبوس اسکانیا در ایران است. این شرکت سهم خود را در میان اتوبوس‌های مسافربری بین شهری ایران حدود ۴۰ درصد می‌داند اما ارزیابی‌ خبرگزاری مهر این شرکت را دارای‌ سهم حدود ۱۰ درصدی دانسته است. به نوشته خبرگزاری مهر این خودرو ۵۳ درصد سهم تلفات در ناوگان حمل و نقل عمومی بین شهری ایران را دارا است.
پس از حادثه‌ ی تصادف و سپس آتش‌سوزی در اتوبان تهران-قم، مدیر عامل و برخی مسئولین آمریکایی این شرکت ادعای استاندارد بودن آن را تأیید و توسط موسسه استاندارد ایران مطرح کردند. هرچند به گفته ی فرمانده پلیس راهور ایران در رابطه با رویداد تصادف در اتوبان تهران-قم «اتوبوس اسکانیا مشکل فنی دارد و مدیر این خودروسازی نیز امروز با قرار وثیقه آزاد است.»
اسکندر مؤمنی فرمانده‌ی وقت پلیس راهور در مصاحبه‌ای گفت که: «بیش‌تر کشته‌های حمل و نقل عمومی مربوط به اتوبوس‌های اسکانیا است، تمام ایرادات این اتوبوس به شرکت، سازمان‌های مربوط و دستگاه قضایی اعلام شده است. به دلیل این که در کشور ما در زمینه تولید اتوبوس‌ها رقابت وجود نداشته و انحصاری است بعد از وقوع چنین حوادثی به سرعت فرافکنی می‌کنند که این کار خوبی نیست.» هرچند محمود براتی مدیر شرکت عقاب افشان می‌گوید:«در گزارش کمیسیون ایمنی راه‌ها، چیز هایی که قرار است ما رفع کنیم، به صورت فنی و دقیق مطرح نشده است، نمی‌دانیم باید چه جزئیاتی را از موارد مطرح شده درباره مخزن سوخت، باتری و پروفیل بدنه تغییر دهیم. پلیس به صورت کلی مواردی را برای ما تعریف کرده است و این در حالی است که در اجرای این موارد همه تأییدیه‌های سازمان استاندارد را اخذ کرده‌ایم؛ اگر سیستم‌های مذکور مشکلی دارد پس چرا سازمان استاندارد آنها را تأیید کرده‌ است؟»
پلیس راهور ناجا علت آتش‌سوزی در اتوبوس اسکانیا را نقص ایمنی در سیستم برق این اتوبوس اعلام کرده، اما مدیر شرکت عقاب افشان گفت: نحوه و محل نصب تابلو برق اصلی و کابل‌ها با نظم و ترتیب مطلوبی همراه با اطلاعات کافی در مورد قطعات برقی نصب می‌شود و طبق گزارش‌های کارشناسان سازمان استاندارد و نیز نماینده شرکت سوئدی اسکانیا، هیچ موردی در فرایند تولید خودروهای شرکت عقاب افشان مشاهده نکردند که بتواند عامل آتش‌سوزی بعد از تصادف تلقی شود.
پس از رویداد اتوبان قم در اسفند ماه نیز یکی دیگر از اتوبوس های اسکانیا در هرمزگان دچار آتش‌سوزی شد.

## وضعیت استاندارد
در ۴ اسفند ۱۳۹۲ خبرگزاری‌های فارس و مهر گزارشی منتشر کردند که حاکی از آن بود که بررسی مؤسسه استاندارد ایران حاکی از عدم احراز استانداردهای لازم توسط این خودرو در ۱۹ مورد بوده است.
| ردیف | عنوان استاندارد                | شماره استاندارد | شماره استاندارد مرجع | اظهار نظر  |
| ---- | ------------------------------ | --------------- | -------------------- | ---------- |
| ۱    | هدایت پذیری                    | ۶۴۸۷            | ISO7401,4138         | عدم کاربرد |
| ۲    | سیستم برفک زدا و مه زدا        | ۴۱۵۹            | EEC/78/317           | عدم کاربرد |
| ۳    | سیستم برف پاکن و شیشه شوی      | ۶۶۸۳            | EEC/78318            | عدم کاربرد |
| ۴    | میدان دید جلو                  | ۶۶۷۰            | EEC/77/649           | عدم کاربرد |
| ۵    | چراغ مه‌شکن جلو                 | ۶۴۸۸            | EEC/76/762           | عدم کاربرد |
| ۶    | حفاظت از راننده                | ۴۱۶۴            | EEC/74/297           | عدم کاربرد |
| ۷    | پشت سری صندلی‌ها                | ۶۵۰۶            | EEC/78/932           | عدم کاربرد |
| ۸    | حفاظ‌های جانبی                  | ۶۶۷۱            | EEC/89/297           | عدم کاربرد |
| ۹    | برخورد از روبرو                | ۶۶۵۲            | EEC/96/79            | عدم کاربرد |
| ۱۰   | برخورد جانبی                   | ۴۲۳۹            | EEC/96/27            | عدم کاربرد |
| ۱۱   | قفل و لولا                     | ۶۷۷۳            | EEC/70/387           | عدم کاربرد |
| ۱۲   | حمل کالاهای خطرناک             | ۶۷۴۱            | ECER-105             | عدم کاربرد |
| ۱۳   | نصب تزئینات داخلی              | ۶۷۷۲            | EEC/74/60            | عدم کاربرد |
| ۱۴   | برجستگی‌های بیرونی              | ۶۶۲۲            | EEC/74/483           | عدم کاربرد |
| ۱۵   | برجستگی‌های بیرونی کابین        | ۶۶۲۴            | EEC/92/114           | عدم کاربرد |
| ۱۶   | حفاظ چرخ                       | ۶۴۸۶            | EEC/78/549           | عدم کاربرد |
| ۱۷   | سیستم‌های ممانعت از پاشش        | ۶۵۰۱            | EEC/91/226           | عدم کاربرد |
| ۱۸   | جرم و ابعاد خودروهای نوع ام یک | ۶۵۰۰            | EEC/92/21            | عدم کاربرد |
| ۱۹   | وسایل کوبلینگ مکانیکی          | ۳۴۷۸            | EEC/94/20            | عدم کاربرد |

در شرایطی گزارش عدم پاس کردن ۱۹ مورد از استانداردهای لازم توسط مؤسسه استاندارد منتشر گردید که عبدالله اکبری راد مدیر عامل شرکت عقاب افشان پیش از این گفته بود «تمامی اتوبوس‌های تولید شده در این شرکت با مجوز وزارت صنعت، معدن و تجارت و نیز تحت نظارت سازمان استاندارد تولید و به بازار عرضه می‌شود.»
خبرگزاری فارس دربارهٔ شماره گذاری این خودرو بدون پاس کردن استانداردها نوشت: «بنظر می‌رسد که رئیس سابق سازمان استاندارد باید به مردم و خانواده قربانیان توضیح دهد که چرا و به چه منظور اجازه شماره‌گذاری اتوبوس اسکانیا آن هم با وجود اینکه این خودرو در ۱۹ مورد نتوانسته است نمره قابل قبول را کسب کند، صادر کرده است. رئیس سابق سازمان استاندارد می‌تواند دست‌های پشت پرده در ماجرای شماره‌گذاری این خودرو را برملا کند و به مردم بگوید این خودرو با نفوذ چه کسی یا چه کسانی توانست مجوز قتل مردم را بگیرد. بدون شک کسانی که به عنوان دست‌های پشت پرده سبب صدور مجوز شماره‌گذاری اسکانیا شده‌اند، حکم قتل تعداد بی‌شماری از هموطنان را صادر کرده و دستشان به خون این افراد آغشته است.»
انجمن خودروسازان در پاسخی نوشت که این استانداردها برای این خودرو الزامی نبوده است.
خبرگزاری مهر درگزارش همچنین از صدور برگه صورت وضعیت اتوبوسها در پایانه‌های کشور بدون بررسی مناسب و با فشار مدیران شرکت‌ها خبر داد و به نقل از مدیر فنی یکی از تعاونی‌های مسافربری پایانه بیهقی نوشت: «ما هم یک کارمند معمولی هستیم که از شرکت حقوق می‌گیریم. وقتی مدیران فشار می‌آورند که باید اتوبوس در جاده تردد کند تا چرخ شرکت بگردد و حقوق ما پرداخت شود ما هم مجبور می‌شویم برخی ایرادات جزئی را نادیده بگیریم و برگه صورت وضعیت را تأیید کنیم. باید بگویم که ۴۰ درصد اتوبوس‌هایی که در جاده‌ها تردد می‌کنند اگر قانون به درستی اجرا می‌شد اجازه تردد پیدا نمی‌کردند.»